# Cis schwenkei
Cis schwenkei là một loài bọ cánh cứng trong họ Ciidae. Loài này được Abdullah miêu tả khoa học năm 1974.